# Tapped Out
Tapped Out é un film canadese-statunitense del 2014 scritto e diretto da Allan Ungar.

## Trama
Michael Shaw, adolescente che svolge servizi sociali in una scuola per karate fatiscente, assiste ad un incontro di MMA per affrontare l'uomo che ha sterminato i suoi genitori.